# Castulo plagiata
Castulo plagiata är en fjärilsart som beskrevs av Walker 1854. Castulo plagiata ingår i släktet Castulo och familjen björnspinnare. Inga underarter finns listade i Catalogue of Life.